# Zeta Sculptoris
Zeta Sculptoris (42 Sculptoris) é uma estrela na direção da constelação de Sculptor. Possui uma ascensão reta de 00h 02m 19.91s e uma declinação de −29° 43′ 13.6″. Sua magnitude aparente é igual a 5.04. Considerando sua distância de 509 anos-luz em relação à Terra, sua magnitude absoluta é igual a −0.93. Pertence à classe espectral B4V.